# Зареченский район (Тула)
Зареченский район — район города Тулы, находящийся в северо-западной части города.
В рамках организации местного самоуправления с 2015 года вместе с частью упразднённого с 1 января 2015 года Ленинского муниципального района образует Зареченский территориальный округ единого муниципального образования город Тула.

## География
В состав района входят близлежащие посёлки: Куруловка, Горелки, Алёшня, Октябрьский. От центральной части города округ отделён рекой Упой, а от Пролетарского района рекой Тулицей. С Привокзальным районом Заречье связано Зареченским мостом (построен в 1980 году), а с Пролетарским — Демидовским.
В Заречье ходят трамваи (6, 12, 15), троллейбусы (1, 2, 4, 7), автобусы (1, 8, 11, 21, 24, 25, 27-а, 36, 36-а, 44, 161, 162) и маршрутные такси (9, 32, 34, 42, 51, 58, 59, 64, 65, 66, 158к). Здесь находятся автостанция Северная и Ряжский вокзал.

## История
Заречье является одной из старейших частей Тулы, образовался в 1595 году, после того, как там поселились по царскому указу Фёдора Иоанновича кузнецы, чтобы изготовлять оружие. На территорий этого района раньше находились три слободы: Кузнецкая, Гончарная и Ямская (в современном начале улицы Октябрьской). Со временем они слились в одну — Кузнецкую, которая позже стала называться Оружейной. Долгое время эта часть города была обособленной, являясь исключительно районом оружейников, что отразилось в названиях улиц: Дульная, Ствольная, Арсенальная, Пороховая, Штыковая, Курковая.
27 марта 1929 года Решением Тульского Совета народных депутатов, Тула была разделена на три района, в том числе Зареченский.
С 2015 года Зареченский район города Тулы и 56 сельских населённых пунктов Ленинского района области входят в состав Зареченского территориального округа, организованного в рамках соответствующего муниципального образования Тулы.

## Население района
| 1970    | 1979    | 1989     | 2002    | 2009    | 2010    | 2012    |
| ------- | ------- | -------- | ------- | ------- | ------- | ------- |
| 66 801  | ↗81 170 | ↗103 418 | ↘93 009 | ↗93 877 | ↗95 570 | ↘95 462 |
| 2013    | 2014    | 2015     | 2016    | 2017    | 2018    | 2019    |
| ↘94 420 | ↘93 844 | ↘93 436  | ↘93 260 | ↗93 489 | ↘93 105 | ↘92 367 |
| 2020    | 2021    |          |         |         |         |         |
| ↘91 509 | ↗91 801 |          |         |         |         |         |

## Территориальный округ
В состав Зареченского территориального округа, организованного в 2015 году в рамках МО г. Тула, входят Зареченский район города Тулы и следующие 56 сельских населенных пунктов Ленинского района области.

## Достопримечательности
- Тульский государственный музей оружия (ул. Октябрьская, 2)
- Музей «Тульский пряник» (ул. Октябрьская, 45)
- Музей «Некрополь Демидовых» (ул. Демидовская, 9)
- Тульский экзотариум (ул. Октябрьская, 26)
- Комсомольский парк культуры и отдыха
- Спасское кладбище

## Религиозные учреждения
1. Николо-Зарецкий храм (Оружейный пер., 12) (1730—1734)
2. Храм Сергия Радонежского (ул. Октябрьская, 76) (1895—1901)
3. Спасский храм (ул. Пузакова, 151а) (1807)
4. Вознесенский храм (ул. Герцена, 12/38) (1712)
5. Свято-Знаменский храм (ул. Арсенальная, 5) (1902—1910)
6. Храм Рождества Богородицы (ул. Демидовская, 56-а) (1789—1892)
7. Храм Рождества Пресвятой Богородицы (Горелки, ул. Мирная) (1781)

## Образование
В Заречье имеются 16 школ и 21 дошкольное учреждение, 5 учреждений дополнительного образования, 2 техникума, школа искусств и 4 библиотеки.

## Спорт
На территории района расположены стадион «Заречье», спорткомплексы «Машиностроитель» и «Спортсооружения», несколько фитнес-центров и благотворительный спортивный фонд. В холодное время года (с октября по апрель) работает зареченский ледовый каток.

## Торговля
В округе находятся несколько небольших торговых центров и 2 рынка, в числе которых «Хопёр» на улица Максима Горького.

## Предприятия
На территории округа находятся следующие предприятия:
- ОАО НПО «Стрела»
- Туласахар
- Тульский хлебокомбинат
- Спецтрансмонолит
- Тульская макаронная фабрика
- Тулгорэлектротранс